# Valmore Rodríguez
Valmore Rodríguez is een gemeente in de Venezolaanse staat Zulia. De gemeente telt 65.000 inwoners. De hoofdplaats is Bachaquero.